# Jorge Daponte
Jorge Daponte (* 5. Juni 1923 in Buenos Aires; † 1. März 1963 ebenda) war ein argentinischer Automobilrennfahrer.

## Formel 1
Daponte nahm 1954 als Privatfahrer für Maserati an zwei Läufen zur Fahrerweltmeisterschaft der Formel 1 teil. Mit seinem unterlegenen Formel-2-Maserati A6GCM fiel er beim Großen Preis von Argentinien auf dem Autódromo Oscar Alfredo Gálvez aufgrund eines Getriebeschadens aus, während er beim Großen Preis von Italien in Monza mit zehn Runden Rückstand auf dem elften Platz einkam. Zusätzlich nahm Daponte an einigen nicht zur Weltmeisterschaft zählenden Formel-1-Rennen teil.

## Champ Cars
Daponte versuchte sich 1953 vergeblich für das 500-Meilen-Rennen von Indianapolis zu qualifizieren.
1953 nahm er an der Carrera Panamericana teil, fiel aber aus. Er starb 1963 in seiner Heimatstadt Buenos Aires. Möglicherweise beging er Selbstmord.

## Statistik

### Statistik in der Automobil-Weltmeisterschaft

#### Gesamtübersicht
| Saison | Team          | Chassis        | Motor           | Rennen | Siege | Zweiter | Dritter | Poles | schn. Rennrunden | Punkte | WM-Pos. |
| ------ | ------------- | -------------- | --------------- | ------ | ----- | ------- | ------- | ----- | ---------------- | ------ | ------- |
| 1954   | Jorge Daponte | Maserati A6GCM | Maserati 2.0 L6 | 2      | −     | −       | −       | −     | −                | −      | NC      |
| Gesamt | Gesamt        | Gesamt         | Gesamt          | 2      | −     | −       | −       | −     | −                | −      |         |

#### Einzelergebnisse
| Saison | 1   | 2 | 3 | 4 | 5 | 6 | 7  | 8 | 9 |
| ------ | --- | - | - | - | - | - | -- | - | - |
| 1953   |     |   |   |   |   |   |    |   |   |
|        | DNQ |   |   |   |   |   |    |   |   |
| 1954   |     |   |   |   |   |   |    |   |   |
| DNF    |     |   |   |   |   |   | 11 |   |   |

### Indy-500-Ergebnisse
| Jahr | Startnr. | Start | Qual (km/h) | Ergebnis | Runden | Führung | Ausfall |
| ---- | -------- | ----- | ----------- | -------- | ------ | ------- | ------- |
| 1953 | 93       | DNQ   |             |          |        |         |         |

| Legende  | Legende            | Legende                                                          |
| Farbe    | Abkürzung          | Bedeutung                                                        |
| -------- | ------------------ | ---------------------------------------------------------------- |
| Gold     | –                  | Sieg                                                             |
| Silber   | –                  | 2. Platz                                                         |
| Bronze   | –                  | 3. Platz                                                         |
| Grün     | –                  | Platzierung in den Punkten                                       |
| Blau     | –                  | Klassifiziert außerhalb der Punkteränge                          |
| Violett  | DNF                | Rennen nicht beendet (did not finish)                            |
| Violett  | NC                 | nicht klassifiziert (not classified)                             |
| Rot      | DNQ                | nicht qualifiziert (did not qualify)                             |
| Rot      | DNPQ               | in Vorqualifikation gescheitert (did not pre-qualify)            |
| Schwarz  | DSQ                | disqualifiziert (disqualified)                                   |
| Weiß     | DNS                | nicht am Start (did not start)                                   |
| Weiß     | WD                 | zurückgezogen (withdrawn)                                        |
| Hellblau | PO                 | nur am Training teilgenommen (practiced only)                    |
| Hellblau | TD                 | Freitags-Testfahrer (test driver)                                |
| ohne     | DNP                | nicht am Training teilgenommen (did not practice)                |
| ohne     | INJ                | verletzt oder krank (injured)                                    |
| ohne     | EX                 | ausgeschlossen (excluded)                                        |
| ohne     | DNA                | nicht erschienen (did not arrive)                                |
| ohne     | C                  | Rennen abgesagt (cancelled)                                      |
| ohne     | keine WM-Teilnahme |                                                                  |
| sonstige | P/fett             | Pole-Position                                                    |
| sonstige | 1/2/3/4/5/6/7/8    | Punktplatzierung im Sprint-/Qualifikationsrennen                 |
| sonstige | SR/kursiv          | Schnellste Rennrunde                                             |
| sonstige | *                  | nicht im Ziel, aufgrund der zurückgelegten Distanz aber gewertet |
| sonstige | ()                 | Streichresultate                                                 |
| sonstige | unterstrichen      | Führender in der Gesamtwertung                                   |

### Sebring-Ergebnisse
| Jahr | Team         | Fahrzeug       | Teamkollege  | Platzierung     | Ausfallgrund |
| ---- | ------------ | -------------- | ------------ | --------------- | ------------ |
| 1953 | Fritz Koster | Maserati A6GCS | Fritz Koster | Disqualifiziert |              |

### Einzelergebnisse in der Sportwagen-Weltmeisterschaft
| Saison | Team                       | Rennwagen                    | 1   | 2   | 3   | 4   | 5   | 6   | 7   |
| ------ | -------------------------- | ---------------------------- | --- | --- | --- | --- | --- | --- | --- |
| 1953   | Fritz Koster Jorge Daponte | Maserati A6GCS Chevrolet 210 | SEB | MIM | LEM | SPA | NÜR | RTT | CAP |
| 1953   | Fritz Koster Jorge Daponte | Maserati A6GCS Chevrolet 210 | DNF |     |     |     |     |     | DNF |